# Cyphocardamum
Cyphocardamum  (лат.) — монотипный род двудольных растений семейства Капустные (Brassicaceae), включающий вид Cyphocardamum aretioides Hedge. Выделен британским ботаником Ианом Чарльсоном Хеджем в 1968 году.

## Распространение и среда обитания
Единственный вид является эндемиком Афганистана, известный только из своего типового местообитания в местности Дашт-э-Навар на северо-западе провинции Газни.

## Общая характеристика
Многолетние травянистые растения, покрытые волосками.
Стеблевые листья — малочисленные или вовсе отсутствующие — формой от эллиптических до ланцетовидных, сидячие.
Соцветие кистевидное, c небольшим количеством цветков белого цвета.
Плод — загнутый обратнояйцевидный стручок с двумя семенами.